# フルビェシュフ町駅
フルビェシュフ町駅（フルビェシュフ・ミャストえき）は、ポーランド共和国ルブリン県フルビェシュフ郡にある、ポーランド国鉄72号線の駅である。

## 駅構造

### ホーム
2面2線の地上駅。駅舎側に片側ホーム1面、島式ホーム1面の合計2面からなる。他に、側線を数本持つ。
| ホーム | 路線   | 方向   | 行先                 | 備考 |
| ------ | ------ | ------ | -------------------- | ---- |
| 1      | 72号線 | 西方向 | イェレニャ・グラ方面 | 特急 |

### ダイヤ[1]
- 特急「ヘトマン」号のみ、一日1往復が発着する。ジェシュフ、クラクフ（春季を除く）、ヴロツワフを経由し、チェコとの国境に近いイェレニャ・グラまで運行される。
- 春・秋の日曜日は、「ヘトマン」号の代わりに、特急「ガリツィヤ」号が運行され、ヴロツワフまで運行される。

## 隣の駅
ポーランド国鉄
72号線
特急
ヴェルブコヴィツェ駅 - フルビェシュフ町駅

## その他
ポーランド最東端の駅で、ウクライナとの国境に近い。